# 福田弥夫
福田 弥夫（ふくだ やすお、1958年（昭和33年）7月24日 - ）は、青森県八戸市出身の法学者。学位は博士（法学）。専攻は民事法学。日本大学法学部教授、日本大学通信教育部長等を経て、日本大学危機管理学部教授（初代学部長）。2024年４月八戸学院地域連携センター教授 

## 学歴
- 1981年（昭和56年） 日本大学法学部法律学科（法職課程）を卒業する。
- 1987年（昭和62年） 日本大学大学院法学研究科私法学専攻 博士課程後期を中退する。

## 職歴
- 1987年（昭和62年）4月に 八戸大学の専任講師となる。
- 1991年（平成3年）4月に 八戸大学商学部の助教授となる。
- 1994年（平成6年）1月に サンフランシスコ大学ロースクールの客員教授となる。
- 1995年（平成7年）1月に 八戸大学商学部の教授となる。
- 1999年（平成11年）4月に 武蔵野女子大学現代社会学部の教授となる。
- 2003年（平成15年）4月に 武蔵野大学現代社会学部の教授となる。
- 2005年（平成17年）4月に 日本大学法学部の教授となる。
- 2010年（平成22年）10月1日に 日本大学通信教育部長となる。
- 2016年（平成28年）4月、日本大学危機管理学部開設にあたり、同学部教授となる。初代学部長に就任。
- 2023年（令和5年）12月、自賠責保険・共済紛争処理機構の理事長に就任する。
- 2024年（令和6年）3月、日本大学を定年退職。
- 2024年（令和6年）4月、八戸学院大学地域連携研究センター教授

## 著書
- アメリカの協同組合と相互会社（共同翻訳）
- 生命保険契約における利害調整の法理（単著）
- 生命保険の法律相談(共著）
- 逐条解説改正保険法（共著）
- ポイントレクチャー保険法（共著）
- 所属学会

- 日本私法学会
- 日本保険学会
- 日本海法学会
- 日本法政学会
- American Bar Association